# ダヴィ・ジョゼ・シルバ・ド・ナシメント
ダヴィ・ジョゼ・シウヴァ・ド・ナシメント（Davi José Silva do Nascimento, 1984年3月10日 - ）は、ブラジル出身の元サッカー選手。現役時代のポジションはフォワード。

## 来歴
2007年にブラジルのECヴィトーリアからJ2・コンサドーレ札幌に加入。当初の契約は2007年7月31日までの期限付き移籍契約であった。カウエと共にシーズン終了までの期限付き移籍契約を延長され、 同年最終節対水戸戦では2得点を挙げ、J1参入を経験した。
2008年度から札幌への完全移籍となった。シーズン途中の9月にはカタールのアル・サッドへの移籍話が持ち上がったが、契約が成立せず札幌に残留。札幌はJ2に降格したものの、チーム総得点の4割にあたる16得点を挙げ、鹿島のマルキーニョスに次いでJ1得点ランク2位となった。
2009年から、J1の名古屋グランパスへ移籍金約3億円で完全移籍。1月にはギリシャのメディアによって同国リーグの強豪オリンピアコスへの移籍に関する報道もされた が、同年7月9日、カタールリーグのウム・サラルSCへの移籍がクラブ間で合意。そして、同年7月22日に名古屋からウム・サラルへの完全移籍が正式に決定した。移籍金は500万ドル（当時のレートで4億8千万円）。しかし給料未払いの問題や妻のホームシック、ストーカー被害などもあり、Jリーグ復帰を熱望しているとインタビューで述べた。。
2011年3月、中国サッカー・スーパーリーグの北京国安に期限付き移籍していたが、怪我を理由に1ヶ月で契約を解除された。
2011年7月から、ヴァンフォーレ甲府へ期限付き移籍。2年ぶりにJリーグでプレーすることになった。移籍金に関しては、佐久間悟GMが「（ダヴィと金珍圭の2人で）本来なら3億円かかるが、かなり安く獲得できた」としている。この年は長く試合から遠ざかっていたことによる調整不足もあり、10試合で無得点と結果を残せなかったが、翌2012年は復調。38試合で32得点を挙げ、2位を大きく引き離してのJ2得点王に輝き、甲府の1年でのJ1復帰に大きく貢献した。
ダヴィは結果を残したことで、甲府からの慰留も含め争奪となったが、2013年より200万ドルの移籍金と100万ドルの年俸を提示した鹿島アントラーズへの完全移籍が決まった。
10月19日に行われた第29節浦和戦で、試合直後から森脇良太と小競り合いを繰り返し、後半15分に森脇とダヴィが怒り繰り返しの違反でイエローカード、その判定に納得の行かないダヴィが直後に森脇を小突き倒した為、両者にイエローカードが提示され退場処分を受けた。
2014年シーズンは、大迫が移籍したこともあり、センターFWでレギュラーに復帰。19節名古屋戦、22節FC東京戦で献身的な守備からゴールを奪う活躍を見せていた が、28節柏レイソル戦で、接触のないプレーで膝を故障し、左膝前十字靭帯損傷および左膝外側半月板損傷で全治8か月と診断され、2014年シーズンは残り試合を全て欠場。2015年シーズンもこの負傷の影響で1stステージは欠場したが、2ndステージ1節アルビレックス新潟戦で266日ぶりに復帰。10試合に出場したが、コンディションが戻らず、シーズン後契約満了で退団が発表された。
2016年8月3日、4年ぶりにヴァンフォーレ甲府に復帰した が、復帰初戦で退場処分を受けるなどふるわず、同年12月12日、契約満了に伴い退団した。
2017年7月、松本山雅FCに加入。同年12月、契約満了により退団した。
2018年4月、ギラヴァンツ北九州への加入が発表された。シーズン終了後、契約満了により退団。

## 人物
日本食では「札幌在籍中に好きになった」という味噌ラーメンが大好物。甲府に在籍していた2012年当時も「週に2回は食べていた」という。それ以外には味噌汁・ブドウなども好んでいる。

## 個人成績
| 国内大会個人成績 | 国内大会個人成績 | 国内大会個人成績 | 国内大会個人成績 | 国内大会個人成績             | 国内大会個人成績 | 国内大会個人成績 | 国内大会個人成績 | 国内大会個人成績 | 国内大会個人成績 | 国内大会個人成績 | 国内大会個人成績 |
| 年度             | クラブ           | 背番号           | リーグ           | リーグ戦                     | リーグ戦         | リーグ杯         | リーグ杯         | オープン杯       | オープン杯       | 期間通算         | 期間通算         |
| 年度             | クラブ           | 背番号           | リーグ           | 出場                         | 得点             | 出場             | 得点             | 出場             | 得点             | 出場             | 得点             |
| ブラジル         | ブラジル         | ブラジル         | ブラジル         | リーグ戦                     | リーグ戦         | ブラジル杯       | ブラジル杯       | オープン杯       | オープン杯       | 期間通算         | 期間通算         |
| ---------------- | ---------------- | ---------------- | ---------------- | ---------------------------- | ---------------- | ---------------- | ---------------- | ---------------- | ---------------- | ---------------- | ---------------- |
| 2003             | イパチンガ       |                  | セリエC          |                              |                  |                  |                  |                  |                  |                  |                  |
| 2004             | イパチンガ       |                  | セリエC          |                              |                  |                  |                  |                  |                  |                  |                  |
| 2005             | ヴィトーリア     |                  | セリエB          |                              |                  |                  |                  |                  |                  |                  |                  |
| 2006             | ヴィトーリア     |                  | セリエC          |                              |                  |                  |                  | -                | -                |                  |                  |
| 2006             | CSA              |                  | セリエC          |                              |                  | -                | -                |                  |                  |                  |                  |
| 日本             | 日本             | 日本             | 日本             | リーグ戦                     | リーグ戦         | リーグ杯         | リーグ杯         | 天皇杯           | 天皇杯           | 期間通算         | 期間通算         |
| 2007             | 札幌             | 10               | J2               | 39                           | 17               | -                | -                | 0                | 0                | 39               | 17               |
| 2008             | 札幌             | 10               | J1               | 26                           | 16               | 5                | 0                | 1                | 0                | 32               | 16               |
| 2009             | 名古屋           | 9                | J1               | 17                           | 10               | 1                | 0                | -                | -                | 18               | 10               |
| カタール         | カタール         | カタール         | カタール         | リーグ戦                     | リーグ戦         | リーグ杯         | リーグ杯         | オープン杯       | オープン杯       | 期間通算         | 期間通算         |
| 2009-10          | ウム・サラル     | 30               | QSL1部           |                              | 7                |                  |                  |                  |                  |                  |                  |
| 2010-11          | ウム・サラル     |                  | QSL1部           |                              |                  |                  |                  |                  |                  |                  |                  |
| 中国             | 中国             | 中国             | 中国             | リーグ戦                     | リーグ戦         | リーグ杯         | リーグ杯         | FA杯             | FA杯             | 期間通算         | 期間通算         |
| 2011             | 北京国安         | 10               | CSL              |                              |                  |                  |                  |                  |                  |                  |                  |
| 日本             | 日本             | 日本             | 日本             | リーグ戦                     | リーグ戦         | リーグ杯         | リーグ杯         | 天皇杯           | 天皇杯           | 期間通算         | 期間通算         |
| 2011             | 甲府             | 11               | J1               | 10                           | 0                | 1                | 0                | 2                | 0                | 13               | 0                |
| 2012             | 甲府             | 11               | J2               | 38                           | 32               | -                | -                | 0                | 0                | 38               | 32               |
| 2013             | 鹿島             | 11               | J1               | 26                           | 10               | 8                | 5                | 2                | 1                | 36               | 16               |
| 2014             | 鹿島             | 11               | J1               | 25                           | 10               | 5                | 2                | 1                | 1                | 31               | 13               |
| 2015             | 鹿島             | 11               | J1               | 10                           | 0                | 2                | 0                | 1                | 0                | 13               | 0                |
| 2016             | 甲府             | 9                | J1               | 10                           | 1                | -                | -                | 1                | 0                | 11               | 1                |
| 2017             | 松本             | 39               | J2               | 3                            | 0                | -                | -                | 0                | 0                | 3                | 0                |
| 2018             | 北九州           | 9                | J3               | 18                           | 4                | -                | -                | -                | -                | 18               | 4                |
| 通算             | ブラジル         | ブラジル         | セリエB          | \|\|\|\|\|\|\|\|\|\|\|\|\|\| |                  |                  |                  |                  |                  |                  |                  |
| 通算             | ブラジル         | ブラジル         | セリエC          | \|\|\|\|\|\|\|\|\|\|\|\|\|\| |                  |                  |                  |                  |                  |                  |                  |
| 通算             | 日本             | 日本             | J1               | 124                          | 47               | 22               | 7                | 8                | 2                | 154              | 56               |
| 通算             | 日本             | 日本             | J2               | 80                           | 49               | -                | -                | 0                | 0                | 80               | 49               |
| 通算             | 日本             | 日本             | J3               | 18                           | 4                | -                | -                | -                | -                | 18               | 4                |
| 通算             | カタール         | カタール         | QSL1部           | \|\|\|\|\|\|\|\|\|\|\|\|\|\| |                  |                  |                  |                  |                  |                  |                  |
| 通算             | 中国             | 中国             | CSL              | \|\|\|\|\|\|\|\|\|\|\|\|\|\| |                  |                  |                  |                  |                  |                  |                  |
| 総通算           | 総通算           | 総通算           | 総通算           | \|\|\|\|\|\|\|\|\|\|\|\|\|\| |                  |                  |                  |                  |                  |                  |                  |

| 国際大会個人成績 | 国際大会個人成績 | 国際大会個人成績 | 国際大会個人成績 | 国際大会個人成績 |
| 年度             | クラブ           | 背番号           | 出場             | 得点             |
| AFC              | AFC              | AFC              | ACL              | ACL              |
| ---------------- | ---------------- | ---------------- | ---------------- | ---------------- |
| 2009             | 名古屋           | 9                | 6                | 2                |
| 2009             | ウム・サラル     | 30               | 4                | 0                |
| 2015             | 鹿島             | 11               | 0                | 0                |
| 通算             | AFC              | AFC              | 10               | 2                |

出場歴
- Jリーグ初出場 - 2007年3月3日 J2第1節 vs京都サンガF.C. (西京極)
- Jリーグ初得点 - 2007年3月17日 J2第3節 vs徳島ヴォルティス (鳴門)

## タイトル

### クラブ
ECヴィトーリア
- バイーア州選手権：1回（2005年）

コンサドーレ札幌
- Jリーグ ディビジョン2：1回（2007年）

ヴァンフォーレ甲府
- Jリーグ ディビジョン2：1回（2012年）

鹿島アントラーズ
- スルガ銀行チャンピオンシップ：1回（2013年）
- ヤマザキナビスコカップ：1回（2015年）

### 個人
- J2リーグ得点王：1回（2012）